# Aldo Ciccolini
Aldo Ciccolini (Napoli, 15 agosto 1925 – Asnières-sur-Seine, 1º febbraio 2015) è stato un pianista italiano naturalizzato francese.

## Biografia
La sua era una famiglia di nobili origini, i marchesi Ciccolini di Macerata, di lunga tradizione musicale. Il padre era appassionato di Richard Wagner ed aveva conosciuto Giuseppe Verdi, mentre suo zio Ettore fu un basso lirico molto stimato da Giacomo Puccini, compositore per il quale lo stesso Ciccolini nutrì da giovane un notevole apprezzamento. Nella sua città natale ha la possibilità di ascoltare in concerto pianisti come Walter Gieseking, Wilhelm Backhaus, Vladimir Horowitz, Arturo Benedetti Michelangeli, Rudolf Serkin e Wilhelm Kempff e direttori d’orchestra del calibro di Wilhelm Furtwängler e Victor de Sabata. Studia pianoforte con Paolo Denza e composizione con Achille Longo presso il conservatorio di San Pietro a Majella. In realtà, fu ammesso precocemente, a soli nove anni, allo studio della composizione e si formò alternando uno scrupoloso studio della dodecafonia agli studi accademici tradizionali. Ciò fu possibile grazie ad una deroga direttoriale di Francesco Cilea, all'epoca direttore del Conservatorio di Napoli, accompagnata da una richiesta formale dello stesso Achille Longo. L'alta considerazione del maestro per il suo giovane pupillo fece sì che una melodia per canto e piano di quest'ultimo venisse inclusa, interamente, a titolo di esempio ed a conclusione, nel libro del Longo di melodie e canti, edito da Casa Ricordi. Si diplomò all’età di 15 anni eseguendo il Concerto per pianoforte ed orchestra n. 3 di Rachmaninov, ottenendo anche la menzione d’onore. Ebbe il battesimo sulla scena artistica nazionale a soli 9 anni, il 16 giugno 1935, al Teatro Esedra di Caserta, invitato dal Comitato provinciale della Società Dante Alighieri, presieduto dall'avv. Renato Iaselli. Il debutto al Teatro San Carlo avvenne, poi, nel 1941, all'età di 16 anni.
Nel 1949 vinse il Concorso internazionale Marguerite-Long-Jacques-Thibaud a Parigi, dove si trasferì. Qui completò i suoi studi pianistici con Marguerite Long ed Alfred Cortot. Ereditò, dai suoi docenti, gli insegnamenti di Ferruccio Busoni e di Liszt. Ha collaborato con i direttori d'orchestra più noti, come Wilhelm Furtwängler, Ernest Ansermet, André Cluytens, Dimitri Mitropoulos, Charles Münch, Lorin Maazel, Carlos Kleiber, Georges Prêtre, Jean Martinon, Pierre Monteux, Carlo Maria Giulini, Gianandrea Gavazzeni, Franco Caracciolo, Aldo Ceccato, Umberto Benedetti Michelangeli e con il soprano Elisabeth Schwarzkopf.
Nel 1950 suona nella prima esecuzione assoluta a Parigi del "Concerto de mai" di Marcel Delannoy.
Al Teatro La Fenice di Venezia nel 1950 esegue il Concerto per pianoforte e orchestra n. 1 (Čajkovskij), diretto da Carlo Maria Giulini, e nel 1961 il Concerto per pianoforte e orchestra n. 1 (Beethoven).
Al Teatro alla Scala di Milano, nel 1955, tiene un concerto diretto da Lorin Maazel e, nel 1956, un recital alla Piccola Scala.
Cittadino francese dal 1971, ha insegnato al Conservatoire de Paris dal 1970 al 1988, scoprendo la sua vocazione di didatta, alla quale è rimasto sempre fedele, dedicandosi con rigore e generosità alla formazione delle nuove generazioni, quali Jean-Marc Savelli. È inoltre stato docente presso l'Accademia Lorenzo Perosi dal 1984 per oltre un decennio. Tra i suoi allievi vanno ricordati Aldo Ragone, suo pupillo, Akiko Ebi, Géry Moutier, Jean-Yves Thibaudet, Fabio Mengozzi, Artur Pizzaro, Marie-Josèphe Jude, Nicholas Angelich, Mario Galeani, Jean-Luc Kandyoti, Francesco Lotoro, Antonio Faca Rosado, Ivan Donchev, Massimiliano Genot, Francesco Maria Moncher che il Maestro descrisse come un “cesellatore di immagini poetiche”, Maria Gabriella Mariani e Dario Candela; quest'ultimo autore nel 2012 del volume "Conversazioni con Aldo Ciccolini" per l'editore Curci nel quale Candela rende noti elementi della vita privata del maestro, come il suo ateismo e la sua omosessualità.
Nel 1972 suona nella prima rappresentazione, nella Salle du Théâtre du Château di Versailles, della "Petite messe solennelle" di Rossini.
Per La Fenice di Venezia nel 1975 torna con un concerto di musiche di Robert Schumann; nel 1994 in un recital al Teatro Toniolo di Mestre; nel 1996 con il Quintetto per pianoforte e archi di Guido Alberto Fano al Teatro stabile del Veneto "Carlo Goldoni" per raccogliere fondi per la ricostruzione del Teatro La Fenice; e nel 2002 il Concerto per pianoforte e orchestra n. 4 (Beethoven) al PalaFenice al Tronchetto.
Alla Scala nel 1984 torna con un concerto con musiche di Debussy, nel 1986 il Concerto per pianoforte e orchestra n. 2 (Rachmaninov), nel 1990 il Concerto per pianoforte e orchestra in sol maggiore (Ravel) diretto da Georges Prêtre e nel 1994 con un recital.
Nel 2010 ha festeggiato il suo 85º compleanno al festival pianistico di La Roque D'Anthéron, in Francia. Nel 2012 gli è stato tributato il premio Una vita nella musica Arthur Rubinstein presso il Teatro La Fenice di Venezia e nel 2013, a Milano, il Premio ICMA (International Classical Music Awards).

## Stile
Ciccolini è un interprete celebre, che ha promosso soprattutto la conoscenza della musica per pianoforte dei compositori francesi, noti e meno noti: Maurice Ravel, Claude Debussy, Erik Satie, Déodat de Séverac, Jules Massenet, Charles Henri Valentin Alkan e Alexis de Castillon. È anche conosciuto per le sue interpretazioni della musica di Franz Liszt, di Franz Schubert, di Camille Saint-Saëns e si è dedicato anche alla divulgazione delle composizioni pianistiche di autori italiani come Muzio Clementi, Mario Castelnuovo-Tedesco, Mario Pilati, Achille Longo ed Ildebrando Pizzetti.
Ha effettuato più di cento registrazioni per la EMI-Pathé Records ed altre case discografiche. Queste registrazioni includono le integrali delle sonate per pianoforte di Wolfgang Amadeus Mozart e Ludwig van Beethoven, l'opera per pianoforte di Claude Debussy e di Leoš Janáček, i Notturni di Fryderyk Chopin, le opere per pianoforte solo di Edvard Grieg e varie sonate di Domenico Scarlatti.

## Riconoscimenti
Prix Edison dell'Académie Charles Cros, Premio della giuria National Academy of Recordings Arts negli USA, tre volte Grand Prix du Disque in Francia.
Nel 2002 ha ricevuto il Diapason d'Or per l'integrale di Janàcek incisa per Abeille Music, per Schumann con la casa discografica di Cascavellas e nell'ottobre 2003 per i Notturni di Chopin, sempre con Cascavellas.
Il 23 novembre 2005 a Roma ha ricevuto il Premio Vittorio De Sica al palazzo del Quirinale, dal presidente della Repubblica Carlo Azeglio Ciampi.
Nel 2008 è stato nominato commendatore dell'Ordine nazionale francese al merito.